# Multiusuário
A palavra multiusuário (português brasileiro) ou multiutilizador (português europeu) é um termo que define um sistema operacional que permite acesso simultâneo de múltiplos usuários ao computador. Todos os sistemas de tempo compartilhado são sistemas multiusuários, mas a maioria dos sistemas de processamento em lote para mainframes também são, para evitar deixar a UCP ociosa enquanto espera que operações de entrada/saída sejam concluídas.
O exemplo mais óbvio é um servidor Unix onde múltiplos usuários têm acesso via Telnet ou SSH ao "prompt" do shell do Unix ao mesmo tempo. Outro exemplo usa várias sessões do X espalhadas por múltiplos monitores alimentados por uma única máquina.
O termo oposto, monousuário (português brasileiro) ou monoutilizador (português europeu), é usado mais comumente quando se fala sobre um sistema operacional utilizável por uma pessoa de cada vez (apesar de poder suportar recursos como troca de usuário), ou em referência a um termo de uso individual de software.